# Poetika (književnost)
Poetika preučuje oblike in vrste literature; je nauk o razvoju vseh besednih proizvodov: književnosti (kar je bilo natisnjeno), pismenstva (rokopisi) in slovstva (ustno izročilo), kar se običajno združuje pod nazivom »literatura«.
Zgodovina literature se močno razlikuje med enim in drugim narodom, pa tudi v sklopu istega ljudstva med raznimi obdobji nastanka. Veliko njenih zvrsti ni več v rabi, medtem ko nastajajo vedno nove oblike izražanja. Poetika se ukvarja s študijem teh sprememb.
Ker so rokopisi in ustno izročilo praktično že del zgodovine, se danes istoveti literaturo s književnostjo. Kot taka se navadno deli
- glede na izvor v ljudsko in umetno
- glede na obliko na poezijo in prozo
- glede na vsebino na leposlovje, znanstvena dela in govorniške sestavke.